# Trungy
Trungy és un municipi francès situat al departament de Calvados i a la regió de Normandia. L'any 2007 tenia 218 habitants.

## Demografia

### Població
El 2007 la població de fet de Trungy era de 218 persones. Hi havia 76 famílies de les quals 12 eren unipersonals (12 homes vivint sols), 24 parelles sense fills, 32 parelles amb fills i 8 famílies monoparentals amb fills.
La població ha evolucionat segons el següent gràfic:
Habitants censats

### Habitatges
El 2007 hi havia 92 habitatges, 82 eren l'habitatge principal de la família, 4 eren segones residències i 6 estaven desocupats. 89 eren cases i 3 eren apartaments. Dels 82 habitatges principals, 60 estaven ocupats pels seus propietaris, 20 estaven llogats i ocupats pels llogaters i 2 estaven cedits a títol gratuït; 4 tenien dues cambres, 5 en tenien tres, 17 en tenien quatre i 56 en tenien cinc o més. 63 habitatges disposaven pel capbaix d'una plaça de pàrquing. A 34 habitatges hi havia un automòbil i a 45 n'hi havia dos o més.

### Piràmide de població
La piràmide de població per edats i sexe el 2009 era:
| Homes | Edats   | Dones |
| ----- | ------- | ----- |
| 0     | 95 o +  | 0     |
| 0     | 90 a 94 | 0     |
| 0     | 85 a 89 | 4     |
| 4     | 80 a 84 | 0     |
| 12    | 75 a 79 | 4     |
| 0     | 70 a 74 | 4     |
| 4     | 65 a 69 | 0     |
| 0     | 60 a 64 | 8     |
| 4     | 55 a 59 | 0     |
| 16    | 50 a 54 | 12    |
| 8     | 45 a 49 | 8     |
| 0     | 40 a 44 | 8     |
| 12    | 35 a 39 | 8     |
| 16    | 30 a 34 | 8     |
| 4     | 25 a 29 | 0     |
| 4     | 20 a 24 | 4     |
| 16    | 15 a 19 | 20    |
| 8     | 10 a 14 | 16    |
| 16    | 5 a 9   | 0     |
| 4     | 0 a 4   | 16    |

## Economia
El 2007 la població en edat de treballar era de 146 persones, 119 eren actives i 27 eren inactives. De les 119 persones actives 107 estaven ocupades (57 homes i 50 dones) i 12 estaven aturades (5 homes i 7 dones). De les 27 persones inactives 10 estaven jubilades, 11 estaven estudiant i 6 estaven classificades com a «altres inactius».

### Ingressos
El 2009 a Trungy hi havia 84 unitats fiscals que integraven 235 persones, la mediana anual d'ingressos fiscals per persona era de 17.248 €.

### Activitats econòmiques
Dels 8 establiments que hi havia el 2007, 1 era d'una empresa de fabricació d'altres productes industrials, 1 d'una empresa de construcció, 4 d'empreses de comerç i reparació d'automòbils, 1 d'una empresa d'informació i comunicació i 1 d'una empresa de serveis.
L'únic servei als particulars que hi havia el 2009 era un electricista.
L'any 2000 a Trungy hi havia 14 explotacions agrícoles que ocupaven un total de 660 hectàrees.

## Poblacions més properes
El següent diagrama mostra les poblacions més properes.